# Distretto di Konobo
Il distretto di Konobo è un distretto della Liberia facente parte della contea di Grand Gedeh.